# Эксцентрическая комедия
Эксцентрическая комедия, также бурлескная комедия — поджанр кинокомедии, для которого свойственно быстрое развёртывание действия в непредсказуемом и зачастую неправдоподобном направлении, сопровождаемое множеством сюжетных перипетий.
В эксцентрических комедиях мужчины часто переодеваются в женщин, персонажи принимают друг друга не за того, кем они являются, и эта путаница растёт как снежный ком с каждой сценой. Характерны фарсовые ситуации с оттенком буффонады. Многие комедии представляют собой переработку театральных фарсов (как, например, «Тётка Чарлея»).
К жанру эксцентрической комедии можно отнести многие фильмы Леонида Гайдая, Луи де Фюнеса, Пьера Ришара.

## В классическом Голливуде
В англоязычной традиции под термином «эксцентрическая комедия» (англ. screwball comedy — «сумасбродная комедия») понимается специфическая разновидность кинокомедии, которая сформировалась в Голливуде в годы Великой депрессии и приобрела широкую популярность как средство уйти от бедственной повседневности. Разработали этот жанр режиссёры Фрэнк Капра («Это случилось однажды ночью», «С собой не унесёшь», «Мышьяк и старые кружева») и Говард Хоукс («Воспитание крошки», «Его девушка Пятница», «Двадцатый век»). В главных ролях, как правило, заняты Кэри Грант, Кэтрин Хепбёрн, Уильям Пауэлл, Кэрол Ломбард.
Действующими лицами «светских комедий» 1930-х были богатые наследники и «сливки» общества, фабула часто строилась на преодолении социальных и классовых барьеров («Мой слуга Годфри», «Леди Ева»). Стандартная ситуация — ненавидящие друг друга мужчина и женщина (иногда разведённые супруги) постепенно понимают, что любят друг друга, и в конце фильма идут вместе под венец. Чтобы отвлечь внимание зрителя от неправдоподобности сюжетных ходов, диалоги произносились со скоростью пулемётных очередей.
Родственный вектор развития представляла собой лирическая комедия Джорджа Кьюкора («Филадельфийская история») и Эрнста Любича («Неприятности в раю»). Лирическая комедия сдобрена элементами мелодрамы, упор делается на чувствах, персонажи не столь сумасбродны. В эксцентрической комедии, как правило, на первом плане не столько ухаживания, сколько юмор. Бурлескные герои ведут себя как дети, у них масса свободного времени, они вольны делать, что им заблагорассудится; чувство ответственности для них не существует.
В 1940-е годы с наступлением эпохи нуара комедии в стиле Капры и Хоукса вышли из моды. В 1959 году Билли Уайлдер подвёл черту под классическим периодом в истории жанра общепризнанным шедевром «В джазе только девушки». Более поздние фильмы, даже если они весьма эксцентричны (как, например, «Тутси»), относят к жанру screwball только в том случае, когда они сознательно ориентируются на образцы 1930-х (например, «В чём дело, док?» П. Богдановича и «Подручный Хадсакера» братьев Коэн).